# 国道229号 (印度旧国道)

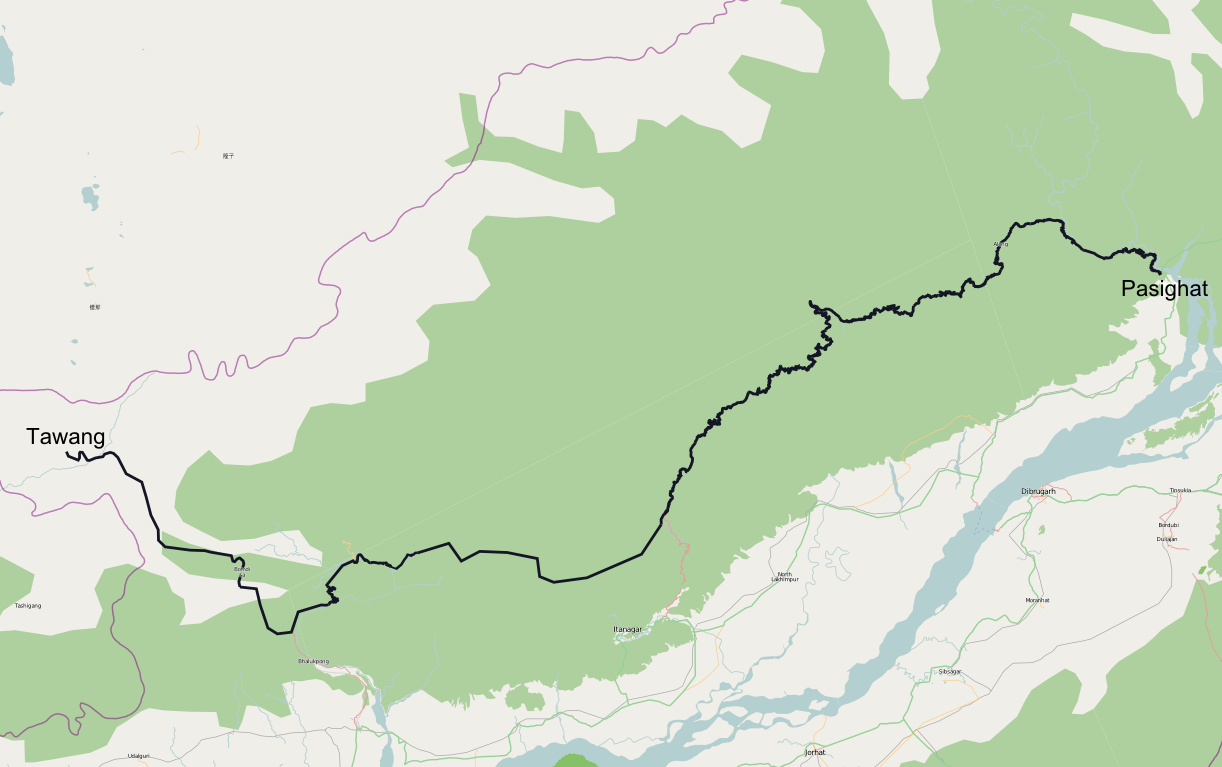
印度229国道(黑线所示)

印度229国道 (NH 229)印度阿鲁纳恰尔邦的国道，全程1090 km，起点是达旺县首府达旺，终点是东桑朗县首府巴昔卡，沿途经过西卡门县首府邦迪拉、东卡门县首府色帕、下苏班西里县首府济罗、上苏班西里县首府达波里约、西桑朗县首府阿朗等，至巴昔卡以后与印度52国道相衔接。该国道完全修建在中印争议领土藏南地区境内，是一条由西向东几乎横向贯穿阿鲁纳恰尔邦的公路交通大动脉，在军事等方面的战略意义不言而喻。

印度公路编号调整后，被并入国道13号。

## 沿途节点
- 达旺 Tawang
- 邦迪拉 Bomdila
- 色帕 Seppa
- 济罗 Ziro
- 达波里约 Daporijo
- 阿朗 Along
- 巴昔卡Pasighat